# Хьона
Ким Хюна (на корейски: 김현아; Коригирана романизация на корейския език: Kim Hyun Ah) е певица и танцьорка от южнокорейски произход. Тя е бивш член на групите Wonder Girls и 4Minute и дуото Trouble Maker. Настоящ член е на триото Triple H заедно с Hui и E'Dawn, които са членове на групата Pentagon, която е под същия лейбъл. Хюна води и успешна солова кариера. Тя говори корейски, японски (основен), малко английски и мандарин.
Ким Хюна е родена на 6 юни 1992 в Джела, Южна Корея. Средното си образование завършва в Чонгам и Корейската гимназия за музика и изкуства, а посещава университет Конкук, специалност художествена култура получавайки специален прием в училището.

## Кариера

### 2007 – 2008: Уондър Гърлс
През 2007 г., Хюна прави своя дебют с Уондър Гърлс момичешка група под JYP Entertainment, като основен рапър на групата. Участвала е в дебютния албум на групата The Wonder Begins, издаден през февруари 2007 г. Тя е била част от телевизията на групата, MTV Wonder Girls за два сезона и гост домакин Show! Music Core със Сохи от групата.
През юли, Хюна напуска Уондър Гърлс, поради здравословни проблеми като хроничен гастроентерит и загуба на говора.
През 2008 г. тя се прехвърля в Cube Entertainment, след което дебютира като част от групата 4Minute. Групата дебютира със сингъла „Hot Issue“ на 15 юни 2009.

### 2009 – 10: 4Minute и Начало на солов дебют
Хюна си сътрудничи с Лий Гикуанг в песента „2009“ част от дебютния му албум First Episode: A New Hero и също се участва в клипа „Dancing Shoes“, който излиза на 30 март 2009 г. На 13 август тя участва в песента на Navi „Wasteful Tears“ и също се появява в музикалния клип. Хюна също се появява в музикалния клип на Mighty Mouth „Love Class“ с Юи от After School. Хюна участва и в песента на Brave Brothers „Bittersweet“ реализирана на 18 август. През юни 2016 г. Хюна напуска 4Minutel
Тя става част от „Dream Team Girl Group“, промоционална група за Samsung на Anycall телефон с Сънг-йон (Kara), Юи (After School) и Гаин (Brown Eyed Girls). Тяхната първа дигитална песен „Tomorrow“ е издадена на 6 октомври 2009 г., а официалното музикален клип е бил освободен на 12 октомври, с участието на актьора И Донг-гън, индивидуална версия на клипа с Hyuna излиза на 27 октомври.
Хюна също беше част от Invincible Youth, южнокорейско предаване. Въпреки това, тя напуска шоуто поради някои конфликти с отвъдморските промоции на нейната група на 11 юни 2010.
На 4 януари 2010 г., Хюна издава сингъла „Change“, който дебютира на челни позиции на различни онлайн класации и го промотира в музикални шоута. Песента достига № 14 на Гаон 2010 дигитални годишни класации с 2 469 354 продадени копия.
На 14 януари 2010 г., клипа на „Change“ е подаден за 19+ рейтинг от страна на Министерството на равенството между половете и семейството за това, че неподходящо за непълнолетни. Cube Entertainment заяви, че клипа ще се преиздават и представен за одобрение. Въпреки това телевизията SBS съобщиха, че видеоклипа ще бъде ограничен за 15+ аудитория, а MBC обяви, че все пак ще може да се вижда за всички аудитории.
На 10 февруари, Хюна пусна дигитален сингъл, „Love Parade“ с участието на Пак Юн-хуа.
На 16 април, Хюна освободи друг дигитален сингъл „Outlaw in the Wild“, с участието на Nassun.
На 14 октомври 2010 г., Хюна играе поддържа роля в трилър филм Midnight FM с Джихьон от 4Minute. Тя също рапира в дует с G.NA нарича „Say You Love Me“, в която тя пише и композира рап текста на песента. Дуетът излиза на 10 ноември 2010.

## 2018-19
На 3 август 2018 г. бе потвърдено, че Хьона и Pentagon (E'Dawn) имали връзка от май 2016 г. На 13 септември, 2018 г. Cube официално обяви, че E'Dawn и Хьона са изхвърлен от лейбъла. На 15 октомври 2018 г. Cube Entertainment обяви, че Хюна напуска компанията. Хюна (както и E'Dawn) се присъединиха към новия лейбъл на PSY, P NATION на 25 януари 2019 г.

## Интересни факти
- Родителите ѝ са разведени.
- Тя има двама по-малки братя.
- Хюна обича кафето, а майка ѝ има кафене.
- Тя има няколко татуировки: една на лявото ѝ рамо, която казва: „Майка ми е сърцето, което ме държи жива“, две други татуировки на латиница върху дясната ѝ ръка и на долната част на гърба ѝ, кръст на лявата подмишница, еврейската дума за вяра на дясното ѝ рамо и червено сърце на дясното ухо.

## Дискография

### EPs
- Bubble Pop! (2011)
- Melting (2012)
- A Talk (2014)
- A+ (2015)
- A'wesome (2016)
- Following (2017)

### Triple H discography
- 199X
- Retro Futurism